# Mariama Jamanka
Mariama Jamanka (Berlijn, 23 augustus 1990) is een Duits bobsleepiloot. 

## Loopbaan
Jamanka won als bobsleepiloot de gouden medaille op de Olympische Winterspelen 2018 samen met Lisa Buckwitz. In 2017 won Jamanka met de Duitse ploeg de estafette tijdens de wereldkampioenschappen in eigen land.

## Resultaten

### Olympische Winterspelen
| Jaar | Plaats      | Resultaten        |
| ---- | ----------- | ----------------- |
| 2018 | Pyeongchang | in de tweemansbob |

### Wereldkampioenschappen
| Jaar | Plaats    | Resultaten                             |
| ---- | --------- | -------------------------------------- |
| 2016 | Igls      | 7e in de tweemansbob                   |
| 2017 | Königssee | 4e in de tweemansbob · in de estafette |

### Wereldbeker
| Seizoen   | Tweemans |
| --------- | -------- |
| 2015/2016 | 7.       |
| 2016/2017 | 7.       |
| 2017/2018 | Brons    |

2002: Jill Bakken / Vonetta Flowers ·
2006: Sandra Kiriasis / Anja Schneiderheinze ·
2010: Kaillie Humphries / Heather Moyse ·
2014: Kaillie Humphries / Heather Moyse ·
2018: Mariama Jamanka / Lisa Buckwitz ·
2022: Laura Nolte / Deborah Levi